# Numerazione di maglia nella National Football League
Nella National Football League (NFL), la principale lega professionistica statunitense di football americano, ogni giocatore è identificato da un numero di maglia che va dallo 0 al 99 e che può essere scelto in un preciso intervallo in base alla posizione tenuta in campo.
A differenza di altri sport di squadra in cui un numero di maglia può essere associato ad un determinato ruolo per motivi prettamente storici ma comunque senza una specifica regola che lo stabilisca, come ad esempio nel calcio il numero 10 del trequartista, nella NFL invece esiste una precisa regolamentazione sulla numerazione della maglia da indossare dipendendo dal ruolo del giocatore.

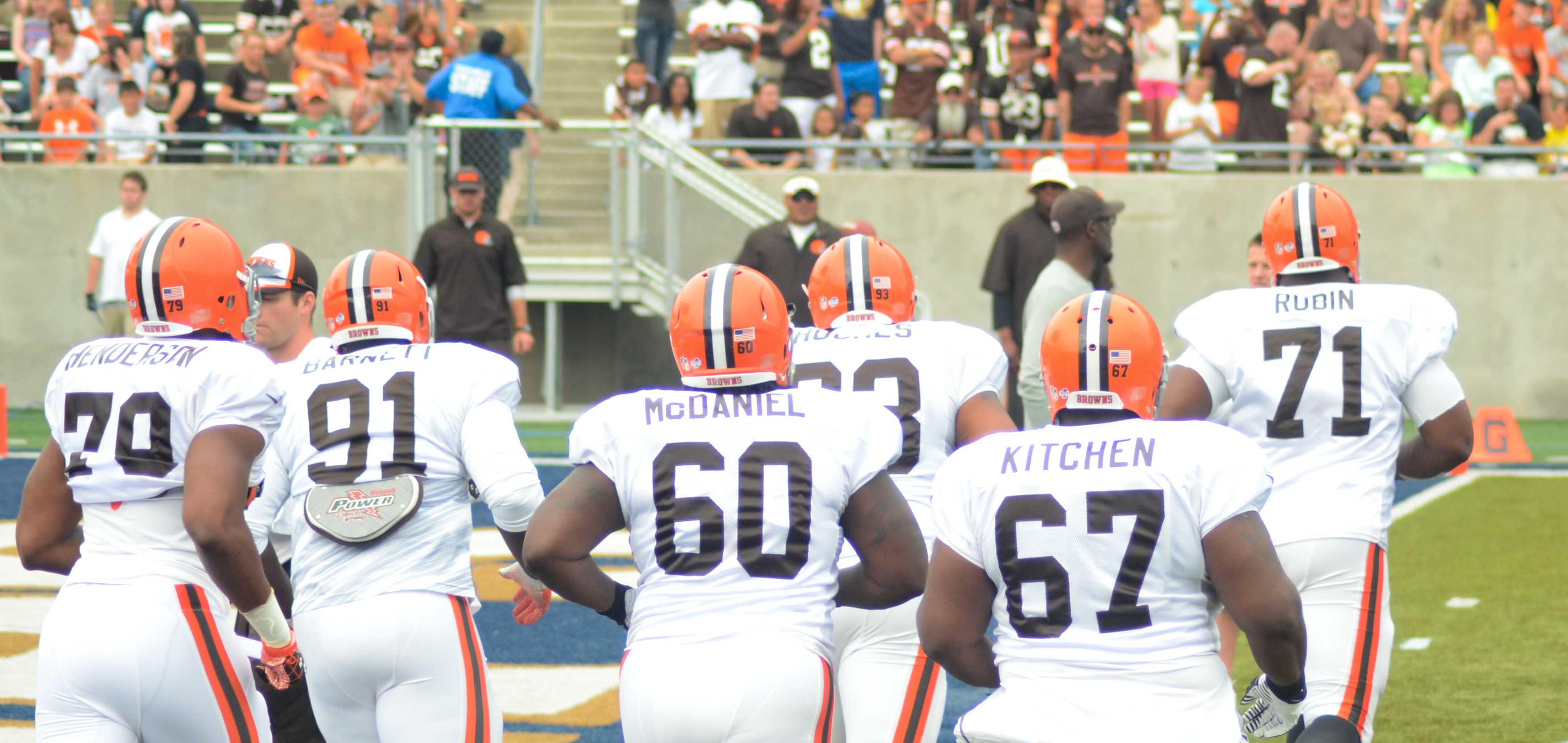
Defensive lineman dei Cleveland Browns nel 2014

## Motivazioni

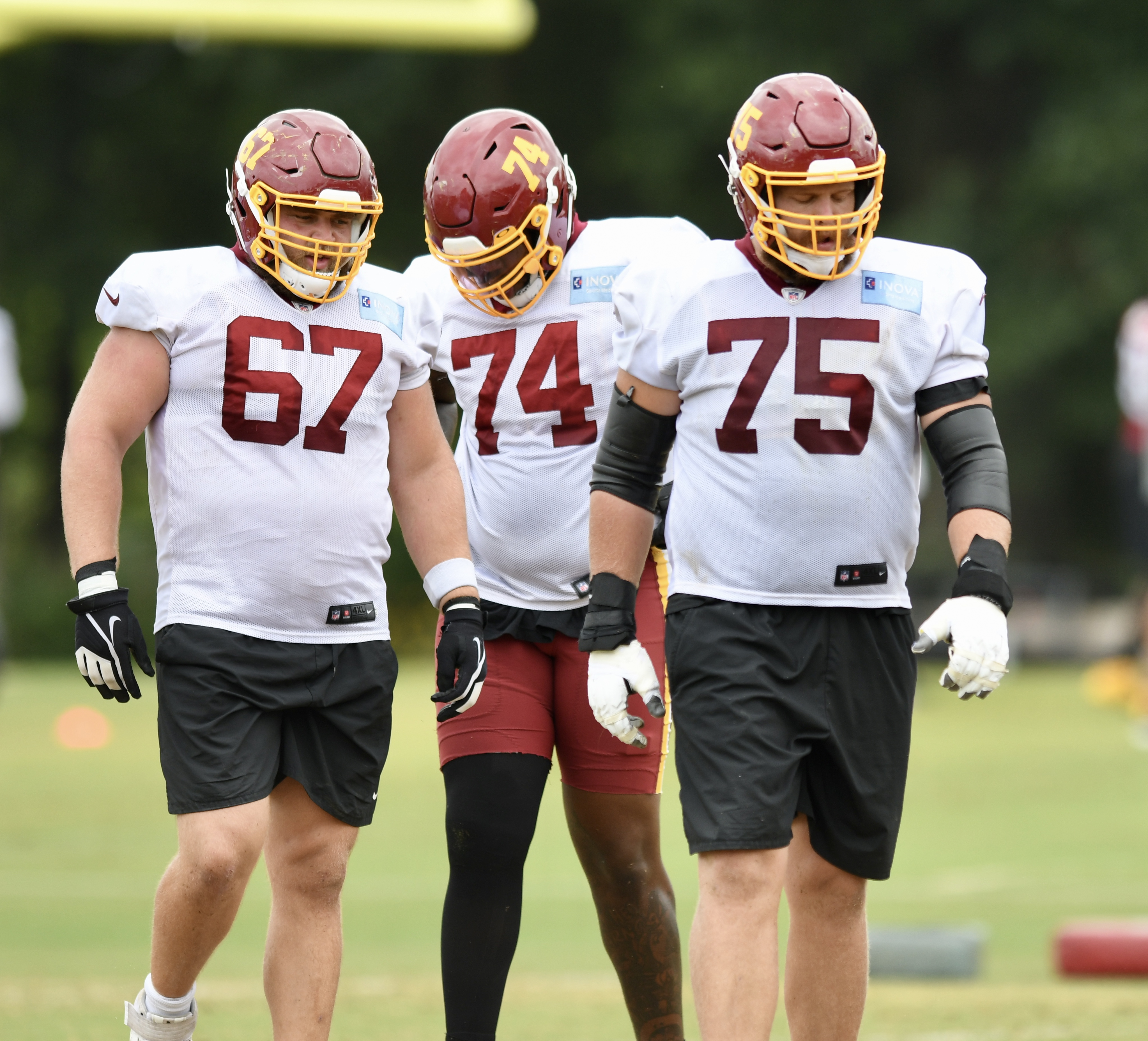
Offensive lineman del Washington Football Team nel 2020

L'esigenza di fissare delle regole sulla numerazione di maglia deriva dal fatto che il ruolo del giocatore nel football americano diventa determinante per stabilire la correttezza dell'azione, in particolare modo per poter identificare i giocatori schierati in attacco sulla linea di scrimmage, gli offensive lineman, che di regola non possono ricevere un passaggio in avanti. Il numero di maglia del giocatore quindi non serve solo ad identificarlo in campo ma è fondamentale per permettere ai propri compagni di squadra, agli avversari, agli arbitri, ai commentatori e agli spettatori di comprendere l'effettiva correttezza dell'azione.
Vista tale esigenza i numeri sono riportati in modo molto evidente e ben visibile sia dietro che davanti alla maglia con dimensioni grandi e prestabilite, alti 8 pollici (20 cm) e larghi 4 pollici (10 cm), nonché più piccoli sulle spalle ed eventualmente anche sul dietro dell'elmetto e sui pantaloni dell'uniforme.

## Numerazione corrente
Dalla stagione 2023 le regole della NFL impongono ai giocatori di scegliere il proprio numero di maglia in base al ruolo principale ricoperto seguendo lo schema di seguito riportato:
| Intervallo di numeri |         |              |         |        |        |        |              |
| Intervallo di numeri | Attacco | Attacco      | Attacco | Difesa | Difesa | Difesa | Special Team |
| Intervallo di numeri | QB      | RB / WR / TE | OL      | DL     | LB     | DB     | K / P        |
| -------------------- | ------- | ------------ | ------- | ------ | ------ | ------ | ------------ |
| 0-19                 | Sì      | Sì           | No      | No     | Sì     | Sì     | Sì           |
| 20-49                | No      | Sì           | No      | No     | Sì     | Sì     | Sì           |
| 50-59                | No      | No           | Sì      | Sì     | Sì     | No     | No           |
| 60-79                | No      | No           | Sì      | Sì     | No     | No     | No           |
| 80-89                | No      | Sì           | No      | No     | No     | No     | No           |
| 90-99                | No      | No           | No      | Sì     | Sì     | No     | Sì           |

Nel caso in cui un giocatore cambiasse ruolo può mantenere il proprio numero se ha passato almeno un'intera stagione nel ruolo precedente e purché il numero rientri tra quelli ammessi per il nuovo ruolo.
È inoltre previsto che nel corso di una gara un giocatore non eleggibile possa diventare eleggibile per ricevere un passaggio dal quarterback, ma questo va comunicato prima dell'azione agli arbitri che informano gli avversari e il pubblico di tale cambiamento.
Eccezione nel sistema di numerazione per il ruolo del long snapper che, pur essendo un ruolo specificatamente previsto dalla regole non ha però una sua numerazione, adottando comunemente quella dal 40 al 99.

## Storia
Le regole sulla numerazione adottate dalla NFL sono cambiate nel corso degli anni sulla base delle evoluzioni nelle tattiche sportive, per l'allargamento del roster e per altre esigenze delle franchigie.
- Dalla sua fondazione negli anni 20 e fino agli anni 30 le squadre della NFL erano composte da meno di 25 giocatori e quindi i numeri di maglia andavano, tranne qualche eccezione, fino al 25 senza specifica distinzione sul ruolo.[11][12]
- Tra gli anni 30 e gli anni 40 oltre all'ampliamento dei roster ci fu l'importante novità tattica dell'introduzione della T formation e la numerazione così adottata serviva a distinguere gli offensive lineman (50-89) dagli attaccanti che giocavano dietro la linea di scrimmage (10-49).
- Nel 1952 la NFL produsse una prima sistemazione sulla numerazione, richiedendo agli offensive lineman di indossare i numeri 50-79.[13]
- Nel 1973 la NFL introdusse il sistema di numerazione utilizzato di fatto tutt'oggi, con l'assegnazione di un determinato insieme di numeri ad ogni ruolo:[14][15][16]
  -  1-19: Quarterback, Punter e Kicker
  - 20-49: Running back e Defensive back
  - 50-59: Centro (o 60-79 se tutti i numeri già occupati)
  - 60-79: Defensive lineman e Offensive lineman
  - 80-89: Wide receiver e Tight ends (o 40-49 se tutti i numeri già occupati)
  - 90-99: Defensive lineman e Linebacker
- Nel 1979 la lega permise ai Defensive lineman di indossare i numeri 90-99 e ai Centri i numeri da 60-79.[17]
- Nel 1984 ai Linebacker fu permesso di indossare oltre ai numeri 50-59 anche 90-99, visto il numero maggiore di giocatori in tale ruolo con l'uso crescente della difesa 3-4 rispetto alla difesa 4-3.[18]
- Nel 2004 ai Wide receiver, per cui erano ammessi i numeri 80-89, furono aggiunti i numeri 10-19: ciò fu dovuto da un lato al fatto che molte squadre avevano ritirato numeri nell'intervallo 80-89 per onorare vecchi giocatori e dall'altro all'utilizzo di un numero maggiore di Wide receiver e Tight end.[19]
- Nel 2010 ai Defensive lineman fu permesso indossare anche i numeri 50-59 visto che molti di questi giocatori potevano essere utilizzati anche come Defensive end.[20]
- Nel 2015 ai Linebacker fu permesso di indossare anche i numeri 40-49.[21]
- Nel 2021 la lega semplificò il sistema di numerazione introducendo di fatto tre gruppi di numeri per l'attacco e tre gruppi per la difesa.[22]
- Nel 2023 fu reintrodotto l'uso del numero 0 e ampliati i numeri assegnati a Kicker e Punter, aggiungendo 20-49 e 90-99.[23]

## Cambio di numero
Un giocatore nel corso della propria carriera in una squadra può decidere di cambiare numero di maglia, nel rispetto della numerazione permessa, ad esempio perché un numero da lui preferito si è reso disponibile. Dalla stagione 2021 però se il cambio numero avviene nella stagione corrente allora il giocatore deve farsi carico di pagare, a prezzo di vendita, tutte le sue magliette col vecchio numero invendute prodotte per merchandising, mentre se il cambio avviene la stagione successiva non deve nulla. Il running back Dalvin Cook dei Minnesota Viking avrebbe ad esempio dovuto pagare 1,5 milioni di dollari per cambiare nel 2021 dal numero 33 al 4. L'altro running back Josh Jacobs dei Las Vegas Raiders nel 2022 avrebbe dovuto sborsare invece 3,5 milioni di dollari per cambiare dal 28 all'8, cambio per questo rimandato alla stagione successiva.

## Numeri ritirati

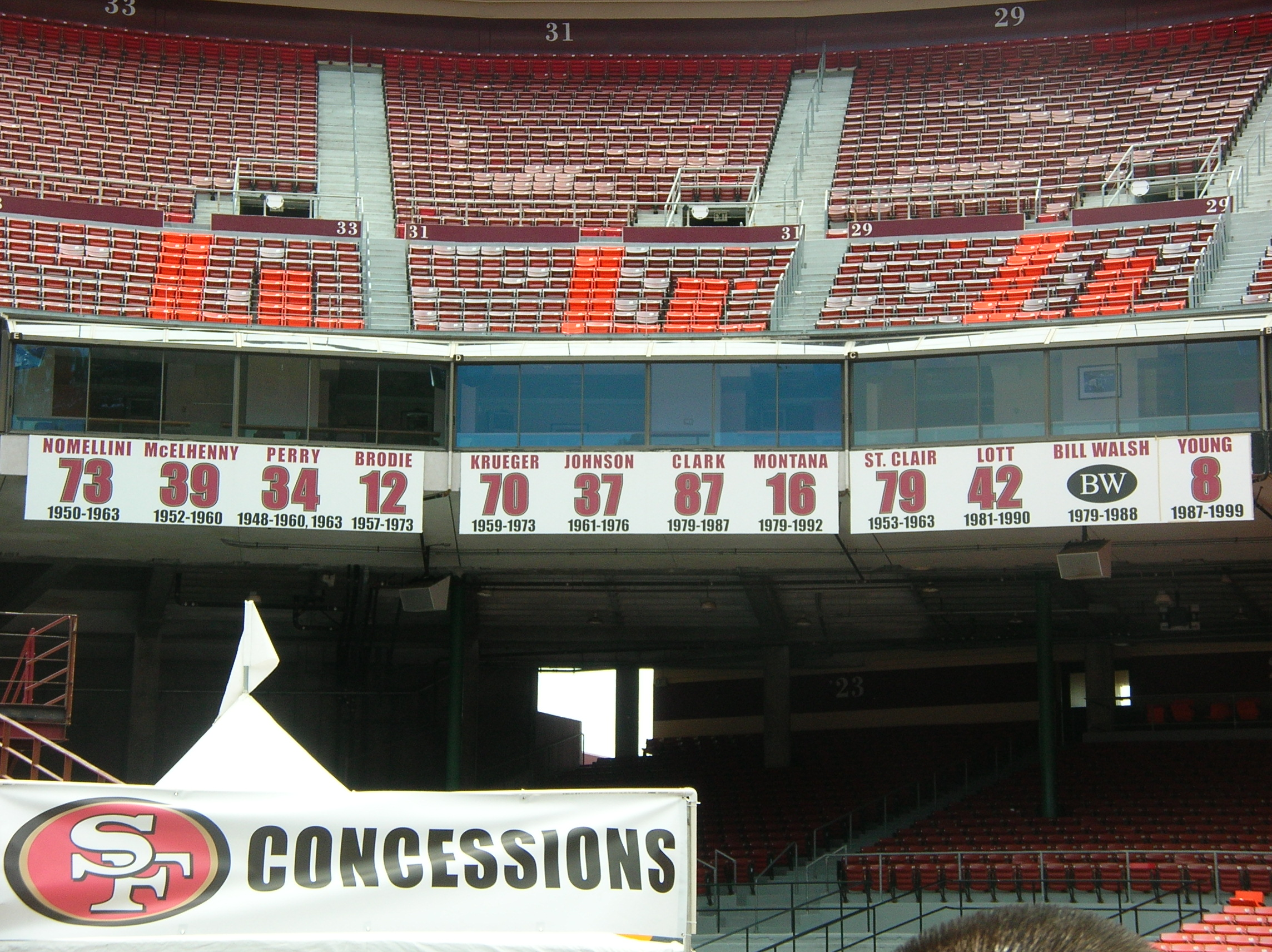
I numeri ritirati dai San Francisco 49ers alla stagione 2009

La maggior parte delle franchigie della NFL nel corso degli anni hanno ritirato dei numeri di maglia sia per omaggiare giocatori che si erano particolarmente distinti con la squadra oppure per commemorare giocatori deceduti in circostanze tragiche dentro o fuori dal campo di gioco. Tale pratica ha prodotto però problemi nel tempo facendo si che in alcuni casi non fosse facile avere disponibili tutti i numeri necessari, considerando infatti che nella fase di precampionato i roster possono arrivare fino a 90 elementi. Per questo la lega permette solo durante il precampionato di avere anche numeri duplicati, cosa però da risolvere entro l'avvio della stagione regolare. Il ritiro di nuovi numeri è per questo fortemente sconsigliato e mal visto.

## Numeri 0 e 00
Prima della regolamentazione introdotta nel 1973 venivano usati anche i numeri 0 e 00, quest'ultimo indossato ad esempio da grandi giocatori del passato come Jim Otto degli Oakland Raiders e Ken Burrough degli Houston Oilers. Alcuni giocatori continuarono ad indossare questi numeri in NFL fino ai primi anni 80 avendoli portati prima dell'introduzione delle nuove regole. L'uso del numero 0 è stato poi reintrodotto a partire dalla stagione 2023.

## Numeri degli arbitri

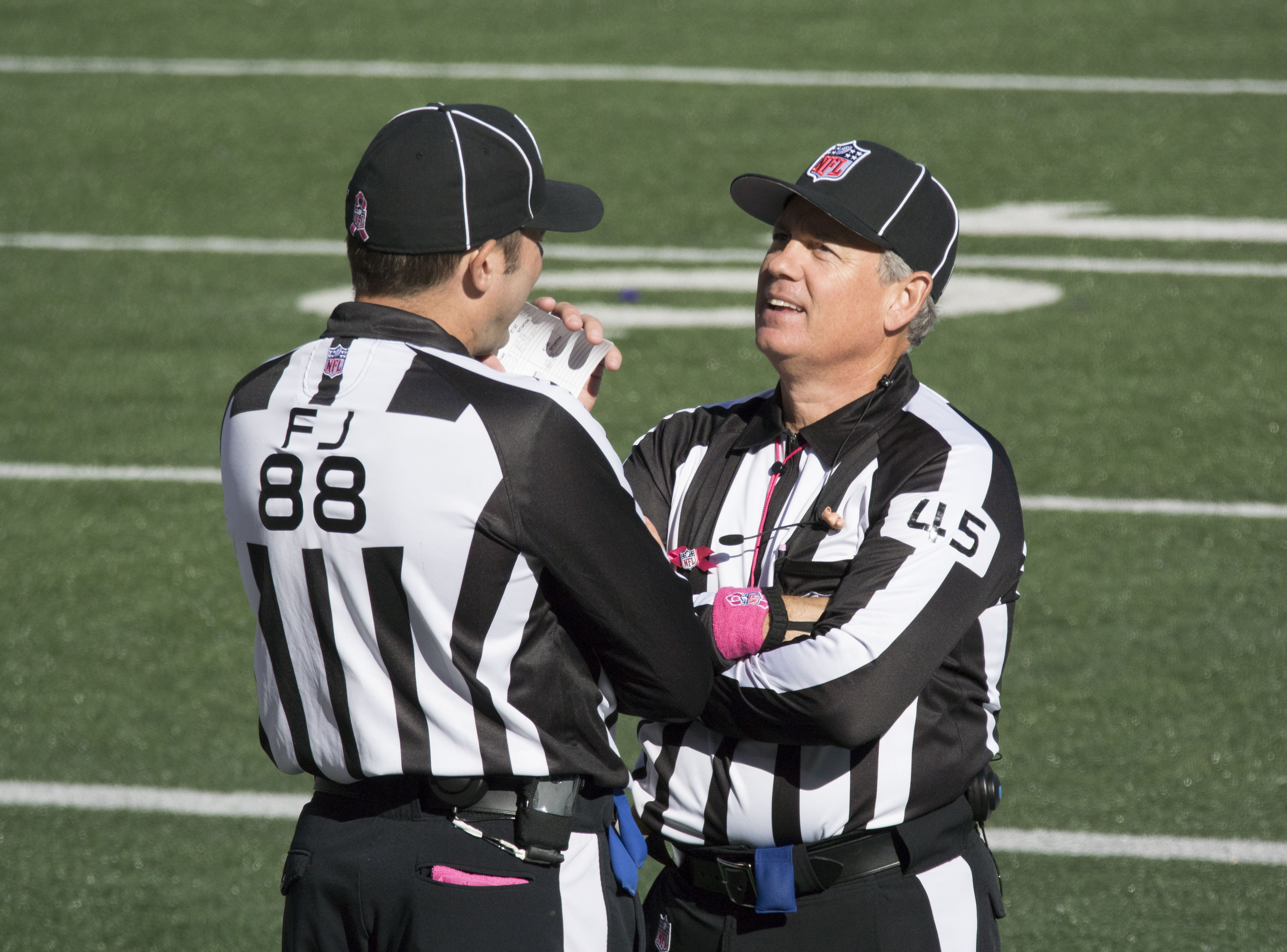
Arbitri della NFL identificati dal numero riportato sul retro e sul braccio

Anche gli arbitri della NFL portano sulla maglia un numero, in questo caso però questo non dipende dal ruolo specifico ricoperto dall'arbitro ma serve unicamente ad identificarlo. Questo viene quindi utilizzato dai responsabili degli arbitri per verificare il corretto svolgimento dei compiti assegnati.